# Eslovenia en los Juegos Olímpicos de Nagano 1998
Eslovenia estuvo representada en los Juegos Olímpicos de Nagano 1998 por un total de 34 deportistas que compitieron en 8 deportes.  
El portador de la bandera en la ceremonia de apertura fue el saltador en esquí Primož Peterka. El equipo olímpico esloveno no obtuvo ninguna medalla en estos Juegos.